# Теро Катаїсто
Теро Еерік Катаїсто (фін. Tero Eerik Katajisto; нар. 12 вересня 1971, Курікка, Південна Пог'янмаа) — фінський борець греко-римського стилю, чотириразовий чемпіон Північних чемпіонатів, бронзовий призер Кубку світу, учасник Олімпійських ігор.

## Життєпис
Боротьбою почав займатися з 1978 року.
Виступав за борцівський клуб «Кісайліят» Ілмайокі. Тренер — Сеппо Юлі-Ханнуксела (з 1978).

## Спортивні результати на міжнародних змаганнях

### Виступи на Олімпіадах
| Змагання                    | Збірна    | Вагова категорія                 | Місце |
| --------------------------- | --------- | -------------------------------- | ----- |
| Літні Олімпійські ігри 2000 | Фінляндія | греко-римська боротьба, до 54 кг | 18    |

### Виступи на Чемпіонатах світу
| Змагання                        | Збірна    | Вагова категорія                 | Місце |
| ------------------------------- | --------- | -------------------------------- | ----- |
| Чемпіонат світу з боротьби 1994 | Фінляндія | греко-римська боротьба, до 52 кг | 6     |
| Чемпіонат світу з боротьби 1995 | Фінляндія | греко-римська боротьба, до 52 кг | 23    |
| Чемпіонат світу з боротьби 1997 | Фінляндія | греко-римська боротьба, до 54 кг | 10    |
| Чемпіонат світу з боротьби 1998 | Фінляндія | греко-римська боротьба, до 54 кг | 18    |
| Чемпіонат світу з боротьби 1999 | Фінляндія | греко-римська боротьба, до 54 кг | 9     |
| Чемпіонат світу з боротьби 2001 | Фінляндія | греко-римська боротьба, до 54 кг | 17    |
| Чемпіонат світу з боротьби 2003 | Фінляндія | греко-римська боротьба, до 55 кг | 31    |

### Виступи на Чемпіонатах Європи
| Змагання                         | Збірна    | Вагова категорія                 | Місце |
| -------------------------------- | --------- | -------------------------------- | ----- |
| Чемпіонат Європи з боротьби 1989 | Фінляндія | греко-римська боротьба, до 48 кг | 6     |
| Чемпіонат Європи з боротьби 1995 | Фінляндія | греко-римська боротьба, до 52 кг | 10    |
| Чемпіонат Європи з боротьби 1996 | Фінляндія | греко-римська боротьба, до 52 кг | 17    |
| Чемпіонат Європи з боротьби 1997 | Фінляндія | греко-римська боротьба, до 54 кг | 11    |
| Чемпіонат Європи з боротьби 1998 | Фінляндія | греко-римська боротьба, до 54 кг | 12    |
| Чемпіонат Європи з боротьби 1999 | Фінляндія | греко-римська боротьба, до 54 кг | 7     |
| Чемпіонат Європи з боротьби 2000 | Фінляндія | греко-римська боротьба, до 54 кг | 15    |
| Чемпіонат Європи з боротьби 2002 | Фінляндія | греко-римська боротьба, до 55 кг | 17    |

### Виступи на Кубках світу
| Змагання                    | Збірна    | Вагова категорія                 | Місце  |
| --------------------------- | --------- | -------------------------------- | ------ |
| Кубок світу з боротьби 1993 | Фінляндія | греко-римська боротьба, до 52 кг | Бронза |

### Виступи на Північних чемпіонатах
| Змагання                            | Збірна    | Вагова категорія                 | Місце  |
| ----------------------------------- | --------- | -------------------------------- | ------ |
| Північний чемпіонат з боротьби 1991 | Фінляндія | греко-римська боротьба, до 52 кг | Золото |
| Північний чемпіонат з боротьби 1993 | Фінляндія | греко-римська боротьба, до 52 кг | Золото |
| Північний чемпіонат з боротьби 1994 | Фінляндія | греко-римська боротьба, до 52 кг | Золото |
| Північний чемпіонат з боротьби 1996 | Фінляндія | греко-римська боротьба, до 52 кг | Золото |

### Виступи на інших змаганнях
| Змагання                                                             | Збірна    | Вагова категорія                 | Місце  |
| -------------------------------------------------------------------- | --------- | -------------------------------- | ------ |
| Гран-прі Німеччини з боротьби 1995                                   | Фінляндія | греко-римська боротьба, до 52 кг | 6      |
| Кубок Вантаа з боротьби 1996                                         | Фінляндія | греко-римська боротьба, до 52 кг | 4      |
| Кубок Вантаа з боротьби 1997                                         | Фінляндія | греко-римська боротьба, до 54 кг | Золото |
| Тестовий турнір FILA 1998                                            | Фінляндія | греко-римська боротьба, до 54 кг | 5      |
| Гран-прі Німеччини з боротьби 1998                                   | Фінляндія | греко-римська боротьба, до 54 кг | 8      |
| Міжнародний меморіал Дейва Шульца 1999                               | Фінляндія | греко-римська боротьба, до 54 кг | 4      |
| Олімпійський кваліфікаційний турнір з боротьби 2000 (Фаенца)         | Фінляндія | греко-римська боротьба, до 54 кг | 4      |
| Олімпійський кваліфікаційний турнір з боротьби 2000 (Клермон-Ферран) | Фінляндія | греко-римська боротьба, до 54 кг | 14     |
| Олімпійський кваліфікаційний турнір з боротьби 2000 (Ташкент)        | Фінляндія | греко-римська боротьба, до 54 кг | 5      |
| Олімпійський кваліфікаційний турнір з боротьби 2000 (Александрія)    | Фінляндія | греко-римська боротьба, до 54 кг | 7      |

### Виступи на змаганнях молодших вікових груп
| Змагання                                          | Збірна    | Вагова категорія                 | Місце  |
| ------------------------------------------------- | --------- | -------------------------------- | ------ |
| Північний чемпіонат з боротьби серед юніорів 1989 | Фінляндія | греко-римська боротьба, до 52 кг | Бронза |
| Чемпіонат Європи з боротьби серед юніорів 1989    | Фінляндія | греко-римська боротьба, до 50 кг | 6      |
| Північний чемпіонат з боротьби серед юніорів 1990 | Фінляндія | греко-римська боротьба, до 52 кг | Золото |
| Північний чемпіонат з боротьби серед юніорів 1991 | Фінляндія | греко-римська боротьба, до 52 кг | Золото |